# 슈토카흐 전투
슈토카흐 전투(Battle of Stockach)는 1799년 3월 25일에 프랑스군과 오스트리아군이 현재의 바덴뷔르템베르크주에서 지리적으로 전략적인 헤가우 지역의 통제를 위해 싸웠을 때 발생했다. 광범위한 군사적 맥락에서 이 전투는 프랑스 혁명 전쟁의 일부인 제2차 연합 전쟁 기간 동안 독일 남서부에서 일어난 첫 번째 전역의 핵심이 되었다.
이것은 장바티스트 주르당이 지휘하는 프랑스 도나우군과 카를 대공 휘하의 합스부르크 군대 사이의 두 번째 전투였다. 군대는 며칠 전인 3월 20일에서 22일까지 오스트라흐 남동쪽의 습지와 풀렌도르프 고원에서 집결했다. 오스트리아군의 우세한 병력차는 거의 3대 1에 이르렀고, 프랑스군은 철수할 수밖에 없었다.
슈토카흐에서 프랑스군은 더 짧은 전선에 병력을 집중하여 치열한 전투 환경을 조성했다. 처음에는 카를의 전선이 더 확장되었지만, 그는 전선을 강화하기 위해 예비군에서 추가 병력을 신속하게 철수했다. 도미니크 방담이 지휘하는 소규모 프랑스군이 오스트리아군의 측면에 거의 근접했을 때, 카를의 개인적인 개입은 지원군이 도착할 시간을 벌기 위해 오스트리아군에게 결정적이었다. 주르당 장군은 부하들을 소집하려다가 거의 짓밟혀 죽을 뻔했다. 결국 프랑스군은 라인강으로 후퇴했다.

## 배경
1차 연합군은 베르됭, 카이저슬라우테른, 네르빈덴, 마인츠, 암베르크 및 뷔르츠부르크에서 몇 차례의 초기 승리를 거두었지만, 이탈리아 북부에서 나폴레옹 보나파르트의 노력으로 오스트리아군이 퇴각하게 된다. 이후 레오벤 조약 (1797년 4월 17일)과 이후 캄포포르미오 조약(1797년 10월)을 맺었지만, 이 조약은 실행하기 어려운 것으로 판명되었다. 오스트리아는 베네치아 영토의 일부를 천천히 포기했다. 어느 남서부 독일 국가가 영토 손실에 대한 왕조의 가옥을 보상하기 위해 중재될 것인지 결정하기 위해 라슈타트에서 회의가 소집되었지만, 진전을 이루지 못했다. 프랑스 공화국군의 지원을 받은 스위스 반군은 여러 차례 봉기를 일으켰고, 결국 18개월간의 내전 끝에 스위스 연방을 전복시켰다.
1799년 초까지 프랑스 총재정부는 오스트리아가 사용하는 지연 전술에 참을성이 없었다. 나폴리에서 일어난 봉기는 더욱 경각심을 불러일으켰고, 최근 스위스에서 얻은 성과는 이탈리아 북부와 독일 남서부에서 또 다른 캠페인을 벌이게 된 우연한 기회임을 시사했다.

## 전투의 전주
1799년 겨울이 되자 3월 1일 장바티스트 주르당 장군과 그의 25,000명의 군대, 소위 관측군이 바젤과 켈 사이의 라인강을 건넜다. 이 도하는 공식적으로 캄포포르미오 조약을 위반한 것이었다. 3월 2일, 군대는 프랑스 총재정부의 명령에 따라 다뉴브의 군대로 개명되었다.
육군은 4개 전열로 검은숲을 통과하여 횔레탈(횔레 계곡), 오버키르히 및 프로이덴슈타트를 거쳐 숲의 남쪽 끝에서 라인강 강변을 따라 진격할 때 거의 저항을 받지 못했다. 신중한 조언이 주르당에게 산의 동쪽 경사면에 진지를 구축하라고 조언했지만, 그는 그렇게 하지 않았다. 대신 그는 로트바일과 투틀링겐 사이에 진지를 구축하여 다뉴브 평야를 가로질러 밀었다.
오스트리아군과 총사령관인 카를 대공은 레흐강 동쪽에 있는 바이에른, 오스트리아, 잘츠부르크 영토에서 군대와 함께 겨울을 보냈다. 그의 군대만 해도 80,000명에 가까운 병력이 있었고, 프랑스 군대보다 3:1로 수적으로 많았다. 프리드리히 남작 폰 호체가 지휘하는 추가 26,000명이 포어아를베르크를 지켰고, 더 남쪽으로 하인리히 폰 벨가르드 백작이 지휘하는 46,000 명이 티롤을 방어했다. 오스트리아군은 이미 러시아의 차르 바오로와 협정을 맺어 전설적인 알렉산드르 수보로프가 60,000명의 추가 병력을 이끌고 이탈리아에서 오스트리아를 지원하기 위해 은퇴할 예정이었다.

### 오스트라흐 교전
다뉴브 군대는 이전에는 상부(남쪽) 슈바비아의 제국 도시인 풀렌도르프와 오스트라흐로 진격했고, 후자는 보덴호에 있는 영향력 있고 부유한 교회 영지인 살렘 제국 수도원에 속한 300명의 인근 마을로 진격했다. 주르당의 목표는 단순하고, 직접적이었다. 독일 남서부 국가와 스위스의 경계에서 오스트리아군을 차단하여 연합군이 중부 유럽과 남부 유럽 사이의 육로로 스위스를 사용하는 것을 방지하는 것이었다. 두 극장의 고립은 오스트리아군이 서로를 돕지 못하도록 막았다. 게다가 프랑스군이 스위스 내륙통로를 보유하고 있다면 이 경로를 사용하여 두 극장 사이에서 자체 병력을 이동할 수 있다.
풀렌도르프 고지대와 마을 사이에는 평평하고 넓은 평야가 있으며 곳곳에 습지가 있고 낮은 언덕으로 둘러싸여 있으며 마을 이름에서 따온 작은 지류로 주름져 있다. 오스트라흐 자체는 이 평야의 거의 북쪽 끝에 있지만, 다뉴브강을 기준으로 약간 남쪽에 있었다. 3월 7일, 첫 번째 프랑스군이 그곳에 도착했고, 오스트리아군은 하루 정도 늦게 도착했다. 다음 주에 양측의 추가 병력이 도착했고, 두 군대는 이 계곡을 가로질러 서로 마주쳤다.
프랑스군은 도나우강에서 보덴호까지 길게 늘어서 있었다. 로랑 드 구비옹 생시르가 지휘하는 3사단은 맨 왼쪽 측면에 위치했고, 도미니크 방담의 분리 부대는 슈투트가르트 근처에서 정찰을 마치고 돌아와 강의 북쪽 해안을 배회했다. 프랑수아 조제프 르페브르는 풀렌도르프 아래 경사면에 위치하는 진군을 지휘했고, 2사단의 조제프 수함은 그의 뒤에 위치했다. 피에르 마리 바르텔레미 페리노의 1사단은 카를의 군대가 포위하는 것을 막기 위해 최남단 측면을 지켰다. 주르당은 풀렌도르프에 사령부를 설치하고, 장-조셉 앙즈 도풀은 수함의 북쪽과 서쪽에 약간 서 있었다.
19일 말까지 오스트리아군과 프랑스군은 30시간 이상 전초기지에서 접전을 벌였고, 전투는 점점 더 격렬해졌다. 21일의 이른 시간에, 르페브르 장군은 주르당에게 오스트리아군이 그의 모든 진지를 공격하고 있으며, 전체 교전이 곧 시작될 것이라고 알렸다. 24시간의 전투 끝에 오스트리아군은 르페브르와 생시르의 군대를 풀렌도르프 고지로 후퇴시켰다. 공병이 오스트라흐 강의 주요 다리를 폭파했지만, 오스트리아군은 어쨌든 개울을 건넜다. 그들은 오른쪽 측면에서 생시르 장군의 군대를 거의 압도하고 중앙에서 르페브르의 군대를 측면 공격했으며, 본체에서 남쪽 측면의 일부를 차단했다. 생시르의 군대는 간신히 후퇴했지만, 완전히 차단되었다. 마침내 프리드리히 남작 폰 호체 장군은 펠트키르히에서 온 10,000명의 병사와 함께 북쪽으로 진군하여 남쪽에서 페리노의 1사단을 위협했다.

### 오스트라흐에서 퇴각
2200년 3월 21일 주르당은 부상자를 슈토카흐를 통해 스위스의 샤프하우젠으로 이송하도록 명령했다. 이어 본군은 22일 새벽부터 자체 퇴각을 시작했다. 도풀의 예비 사단이 먼저 떠났고, 슈토카흐를 통해 에메겐 옵 에크로 후퇴했다. 제1사단은 보덴호 위벌링겐의 길쭉한 북단에 있는 보드만으로 후퇴했다. 후퇴하는 과정에서 슈바르첸베르크 공의 여단인 카를 필리프의 제2창기병이 부대의 일부를 포위하며 차단했고, 500명 이상이 포로가 되었다.

## 슈토카흐와 엥겐에서의 전투
검은 숲의 동쪽에 있는 동서 및 남북 도로의 교차점에서 싸웠고, 슈토카흐와 엥겐에서 하루 동안의 전투는 7일 만에 두 번째로 두 군대를 서로 겨누었다. 오스트리아군은 여전히 수적으로 우세했지만, 이번에는 거의 3대1이 아닌 2대1에 가까웠다. 주르당은 더 짧은 전선을 통해 자신의 군대를 통합했고, 도나우 군대 전체를 직접 지휘하며 움직였다. 카를 대공도 마찬가지로 전열을 좁혔다. 호체는 아직 대공을 따라잡지 못했지만, 10,000명의 부하와 함께 오스트리아군의 왼쪽 후방에서 접근하고 있었다.

### 배치
3월 23일까지 주르당은 슈토카흐 근처에 본부를 두었다. 그는 맨 오른쪽 측면에서 바르텔레미 페리노를 불러들였다. 페리노는 보덴호의 북서쪽 손가락인 위베링겐 호수 해안을 따라 후퇴하여 소우함 사단에 인접한 가까운 우측 측면에 위치했다. 오스트라흐에서 부상당한 르페브르는 필드를 직접 차지할 수 없었고, 로랑 생시르가 왼쪽 측면을 지휘했다. 주르당은 자신의 위치를 고려할 때 위치가 너무 확장되었다고 생각하여 슈토카흐 뒤로 물러나서 엥겐을 향해 병력을 집중할 수 있었다. 제1사단은 보덴호의 서단 지점에 있는 습지가 내려다보이는 11세기 요새 호헨트빌 근처에 진을 쳤다. 제2사단인 고급 근위대 기병 사단은 엥겐보다 높은 곳에 진을 쳤다. 제3사단은 리프틴겐(Liptingen, 프랑스인이라고 부름)과 노이하우젠이 진을 치고 있었다. 방담과 그의 소규모 군단은 신중하게 오스트리아의 오른쪽 측면 뒤에 위치하기 위해 노력했다. 주르당은 엥겐에 본채를 꾸렸다.

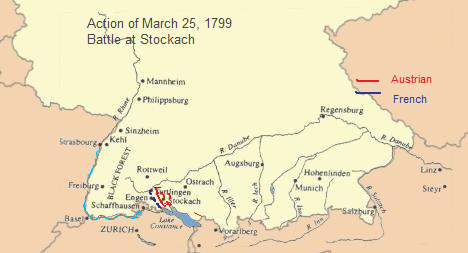
프랑스와 오스트리아군은 1799년 3월 25일 슈토카흐 근교에 병력을 집중시켰다.

계획은 간단했다. 방담과 생시르는 오스트리아의 오른쪽을 동시에 공격하고 술트와 주르당의 주력군은 오스트리아의 중앙과 왼쪽을 공격했다. 상대편의 4개 지점을 동시에 공격하려는 주르당의 계획은 그러한 수적 우위를 가진 군대에 대한 유일한 합리적인 행동으로 보였다.
합스부르크 중앙군은 나우엔도르프 백작 프리드리히 요제프 야전사령관이 지휘하는 17,000명의 병사를 포함하여 3개의 종대로 구성되어 북동쪽에서 접근하고 있다. 카를 대공의 휘하에 있는 주력군은 역시 3개 부대로 구성된 53,000명의 병사를 포함했다. 주력부대에서 카를은 그의 휘하에 안할트와 퓌르스텐베르크의 영주들과 6개 대대를 주열의 북쪽에 있지만, 나우엔도르프의 명령 남쪽에 있는 제4전열에 배치했다. 야전 원수 안톤 백작 슈타라이가 지휘하는 추가 병력 13,000명이 남쪽 측면을 형성했다.

### 전면전
3월 25일의 전면전은 잔인하고 피비린내 나는 것이었다. 동이 트기 전, 0500시 가까이에 생시르는 오스트리아의 왼쪽에 대한 수함과 페리노의 공격과 협력하여 오스트리아의 오른쪽에 정면 공격을 가하면서 그의 군대를 파견하여 문을 열었다. 맹렬한 공격으로 오스트리아군은 밤새 머물렀던 숲을 빠져나와 슈반도르프 마을로 향하는 길을 따라 내려갔다. 자신의 군대가 측면 공격을 받을 것을 두려워한 카를은 제1연대의 창기병으로 구성된 6개 중대인 오스트리아 우익에 있는 메르벨트 장군의 군대를 지원하기 위해 일부 증원군을 지시했다. 이때 3월 24일 밤에 진을 치고 있던 반담의 소규모 군단이 후방에서 공격을 가했다. 생시르의 군대는 슈토카흐 외곽의 숲을 장악했는데, 오스트리아군은 이를 소름 끼치는 숲이라고 불렀으며, 그곳에서 “고집과 유혈충돌”로 묘사된 갈등을 겪었다. 대공은 헝가리 척탄병 6개 대대와 흉갑기병 12개 중대와 함께 도착하여 그들을 전투에 투입했다. 노련하고 전투로 단련된 그의 척탄병들은 그의 노출에 반대했고 한 척은 실제로 찰스의 말 굴레를 잡아 그를 막았다. 대공이 말에서 내려 부하들을 도보로 이끌 준비를 하고 있을 때, 카를 알로이스 추 퓌르슈텐베르크는 자원하기 위해 앞으로 나섰고, 보고에 따르면 대공이 그런 위험에 빠지기 전에 자신이 먼저 죽을 것이라고 말했다. 카를 알로이스 추 퓌르슈텐베르크가 후사르와 척탄병을 이끌고 반격을 가하는 동안 그는 프랑스군의 총격에 맞아 사망했다. 카를 대공은 결국 척탄병을 이끌었고, 프랑스의 기세는 저지되었을 뿐만 아니라 역전되었다. 안할트의 왕자도 전투에서 사망했다. 생시르는 방담의 공격까지 진전을 이루지 못했지만, 대공의 대응으로 둘 다 위축되었다. 그 아수라장에서 생시르의 제3여단장인 클로드 저스테 알렉상드르 르그랑은 옆에 있던 형제와 보좌관을 모두 잃었고, 르당 자신도 자신의 군대를 집결시키려 할 때 짓밟혀 죽거나 포로가 되는 것을 겨우 피할 수 있었다. 다수의 오스트리아군이 합스부르크 중앙에 대한 프랑스군의 주요 공격을 저지했다.
프랑스군의 우익에서 페리노 장군은 먼저 대포로 오스트리아군을 밀어내려고 시도했고, 뒤이어 아쉬와 슈토카흐 사이 도로 양쪽의 숲을 통한 공격이 이어졌다. 2개 종대가 2번의 공격을 가했고, 둘 다 격퇴되었다. 마침내, 페리노는 그의 세 번째 열을 돌격에 추가했고, 이는 오스트리아군이 전선을 재편성하는 결과를 가져왔고, 중앙에서 무거운 포를 발사하는 대포를 발사했다. 페리노는 포병 탄약이 떨어졌기 때문에 대응할 수 없었다. 프랑스군은 착검을 하고, 발비스 마을로 돌격하여 점령하는 데는 성공했지만, 야간공격을 버티지 못했고, 결국 후퇴했다.

## 결과

### 후퇴
3월 26일 저녁, 주르당은 엥겐과 슈토카흐의 진지를 포기하기로 결정했다. 생시르는 오스트리아의 우익에 대한 그의 공격과 방담의 공격이 실패한 후 이미 다뉴브강을 따라 철수했고 서쪽으로 검은숲를 향해 진군하고 있었다. 이해할 수 없게도, 적어도 그 당시에는 오스트리아군이 후퇴하는 프랑스군을 추격하는 데 실패했다. 카를은 프랑스군을 추격하는 대신, 남쪽으로는 발바이스까지 남쪽으로 슈톡카흐와 엥겐에 있는 구획으로 군대를 명령했다. 제국궁정법원은 전투 계획을 수립하면서 스위스가 프랑스군에서 제거될 때까지 라인강에 접근하는 것을 금지했다. 카를 대공은 단순히 자신의 입장을 고수했다.
3월 31일까지 도나우 군대는 노이슈타트, 프라이부르크 임 브리스가우, 프로이덴슈타트 및 쉴 타흐에 진군했다. 주르당은 회른베르크에 그의 지휘 본부를 설치했다. 기병은 산에서 충분한 먹을 것을 찾지 못했고, 오펜부르크로 보내졌다.

## 영향
주르당은 나중에 오스트리아군이 7,000명이 죽거나 부상당했으며, 4,000명의 포로와 여러 대포를 잃었다고 주장했다. 총격전이 벌어졌던 하루 종일 프랑스군은 고기도, 빵도, 브랜디도 없이 전장에 머물렀고, 말에게도 마초를 먹이지 못했다. 주르당은 나중에 이렇게 썼다. “우리가 승리를 얻었다는 것은 불의나 거짓이다.” 양측 모두 승리를 주장했지만, 대부분의 19세기와 20세기 역사가들은 오스트리아군에게 승리를 인정했다.
프랑스 총재정부도 그랬다. 4월 중순에 신장염으로 고통받던 주르당은 참모장인 장 오귀스탱 에르누프 사령관에게 지휘권을 넘겨주고 병력 부족, 보급품 부족에 대해 불평하기 위해 파리로 돌아왔다. 그리고 그가 직면해야 했던 군대의 규모, 경험, 공급. 그는 그곳에서 동정을 거의 받지 못했고, 아프다며 총재정부에 사직서를 제출하자 바로 접수되었다.
15년 후 엘바에서 망명한 나폴레옹은 슈토카흐 전투와 프랑스의 패배를 분석했다. 그는 그 원인이 조르당의 사단에 있다고 결론지었다. 주르당은 오스트라흐에서의 배치로 인해 집중도를 높였지만, 프랑스군은 여전히 과도하게 확산되어 있었다. 더 집중된 병력에 대항하여 오스트리아군은 생시르와 방담이 전후방에서 공격했을 때 오른쪽 측면을 강화하기 위해 왼쪽에서 군대를 이동할 수 없었다. 더욱이 나폴레옹은 프랑스 우익에 대한 페리노의 군대가 충분히 집중되지 않았고, 도풀의 기병 공격을 진행하기까지 너무 오랜 시간이 걸렸기 때문에 오스트리아군에게 우위를 제공했다고 비난했다. 오스트리아 좌익은 그의 공격을 중단하고 남쪽 측면에서 병사들을 풀어 북부군을 지원했다. 중요한 것은 오스트리아군의 전선이 충분히 짧아서 군대가 남쪽 측면에서 북쪽 측면으로 빠르게 이동할 수 있다는 것이었다. 또한 나폴레옹은 주르당이 북서쪽, 즉 검은숲으로 후퇴했다고 주장했다. 알자스. 그는 앙드레 마세나의 잘 배치된 헬베티아 군대와 합류하기 위해 남쪽으로 퇴각했어야 했는데, 그곳에서 헬베티아 군대와 다뉴브 군대가 합치면 합스부르크 군대를 물리칠 수 있었다. 주르당의 잘못된 전반적인 전략으로 나폴레옹은 프랑스군이 승리의 문턱에서 패배를 당했다고 주장했다.